# Allectus
Allectus (? - 297) est un homme politique romain qui accède à la pourpre entre 293 et 296, en tant qu'usurpateur dont le pouvoir s'étend sur la Bretagne et le nord de la Gaule. Ni son prénom, ni son gentilice ne nous sont connus ; sur les séries monétaires émises sous son règne, il porte la titulature Imperator Caesar Allectus, pius, felix, inuictus Augustus. Il est vraisemblable qu'à l'instar de Carausius, à qui sa carrière est liée, Allectus soit originaire du nord-est de la Gaule.

## Biographie

### L'histoire
Il est d'abord à la tête du fiscus impérial, avec le titre de rationalis summae rei, pour le compte de Carausius, général romain qui s'est emparé du pouvoir en Bretagne en 286. Lorsque Carausius accède au pouvoir, la Bretagne est dépourvue d'atelier monétaire, ce qui est pourtant essentiel tant pour sa politique économique que pour le versement de la solde aux légions. À la tête du fiscus impérial, Allectus eut pour fonction la création de cet atelier monétaire et la frappe de monnaies. Le sigle "RSR" visible sur les monnaies de Carausius correspond à rationalis summae rei.
Allectus assassine Carausius pour prendre la pourpre à son tour en 294, soutenu par les marchands de Londinium.
Afin de sauver ce qui pouvait l'être, il renonce à défendre ses provinces continentales. Il rapatrie en Bretagne les légions les plus combatives ainsi que sa flotte intacte.
Mais Constance Chlore décide de bien préparer son invasion car la puissante flotte d'Allectus patrouille constamment dans la Manche, et, de plus, le nord de la Gaule n'est pas encore pacifié. Le débarquement se fait en 296, opéré à la fois par Constance Chlore et son préfet du prétoire Asclepiodotus, qui vainc les troupes d'Allectus et le tue lors des combats (297).

### La légende
Geoffroy de Monmouth évoque le personnage dans son Historia regum Britanniae. Selon lui, lorsque parvient à Rome la nouvelle de l'invasion de Carausius, le Sénat envoie Allectus avec trois légions pour rétablir l'autorité romaine. Allectus livre bataille contre Carausius, le tue, s'empare du trône de Bretagne insulaire et massacre un grand nombre de Bretons coupables de défection envers l'État romain. Les Bretons ne supportent pas un tel traitement et désignent comme roi Aclépiodote, duc de Cornouailles.
Ce dernier correspond en fait au personnage historique Julius Asclepiodotus.

## Source
- Dezobry et Bachelet, Dictionnaire de biographie, t.1, Ch.Delagrave, 1876, p. 57